# Незнамова Лілія Павлівна
Незнамова Лілія Павлівна, до шлюбу Горбачева (7 липня 1934, м. Харків — 14 липня 2018, там само) — українська бібліотекарка та бібліографиня, директорка Харківської державної наукової бібліотеки імені В. Г. Короленка (1989—2006), заслужений працівник культури України (2000), лауреатка регіональних рейтингів «Харків'янин ХХ століття» (2001) та «Харків'янин року» (2002).

## Біографія
Лілія Горбачева народилася 7 липня 1934 році у Харкові. Батько — Павло Горбачев, службовець спеціального зв'язку, загинув в 1945 році у Німеччині. Мати — Лідія Агешина у 1938—1940 роках була завідувачкою філіалу для дітей та юнацтва Харківської державної наукової бібліотеки імені В. Г. Короленка, а у 1957—1961 роках — завідувачкою читального залу цього філіалу.
У 1958 році закінчила з відзнакою Харківський державний бібліотечний інститут. Того ж року вона стала працювати у Харківській державній науковій бібліотеці імені В. Г. Короленка на посаді бібліографки, з 1959 року — бібліотекарки відділу обслуговування і фондів, з 1961 року — завідувачки читального залу філіалу для дітей та юнацтва. Протягом 1972—1979 років завідувала відділом обслуговування юнацтва, а у 1979 році стала керівницею науково-бібліографічного відділу.
У 1985 році призначена заступницею директора з бібліотечної роботи, протягом 1985—1986 років і наприкінці 1988 років вона виконувала обов'язки директора, з 1989 року стала директоркою Харківської державної наукової бібліотеки імені В. Г. Короленка.
За участю директорки у 1990 та 1997 роках підготовлено нові редакції Статуту Харківської державної наукової бібліотеки ім. В. Г. Короленка. Відповідно впроваджувалися структурні зміни. У 1991 році — поновлено діяльність українського відділу (тепер відділ «Україніка» імені Т. Г. Шевченка), започатковано укладання бібліографічних покажчиків у серіях: «Повернені імена», «Діячі української діаспори», «Краєзнавці Слобожанщини». У 1992 році організовано відділ друку та створення страхового фонду (тепер відділ комплексної репрографії документів та формування страхового фонду), у 1993 році на базі науково-методичного відділу розпочав діяльність читальний зал бібліотекознавства (тепер кабінет бібліотекознавства імені Л. Б. Хавкіної).
За керівництва Лілії Незнамової бібліотека брала участь у формуванні національної бібліотечної політики, розробці цільових програм розвитку бібліотек України. Готувалися пропозиції до проектів законів України «Про бібліотеки і бібліотечну справу» (1996), «Про обов'язковий примірник документів» (1999), до міжвідомчої «Програми збереження бібліотечних та архівних фондів на 2000—2005 рр.», яка була затверджена постановою Кабінету Міністрів України у 1999 році, та інших нормативно-правових актів і документів у межах компетенції закладу.
Впроваджувала грантову діяльність та підтримувала партнерські стосунки з міжнародними громадськими та урядовими організаціями Канади, Німеччини, Австрії, Франції, Польщі, США. У 1995 році спільно з товариством «Канадські друзі в Україні» відкрито українсько-канадську бібліотеку, у 1996 році спільно з Інститутом східних та південно-східних слов'ян (Австрія) — австрійську бібліотеку, з Гете-Інститутом (м. Мюнхен, Німеччина) — німецький читальний зал.
Лілія Незнамова на початку 1990-х ініціювала розробку програми автоматизації. В рамках цієї роботи бібліотека у 1997 році була підключена до Інтернету за проєктом Міжнародної Ради наукових досліджень та обмінів IREX (США). З 1999 року запрацював сайт книгозбірні. Директорка ініціювала впровадження нових послуг для користувачів, у тому числі віддалених. Так, з 2002 року працює служба електронної доставки документів, з 2005 року є доступним сервіс «Віртуальна довідкова служба».
Активізувала проведення наукових заходів, у 1992 році проведено міжвідомчу наукову конференцію «Фонди наукової бібліотеки: стан та перспективи розвитку», у 1993 році — регіональну міжвідомчу конференцію «Історія бібліотечної справи в Україні», у 1998 році — першу науково-практичну конференцію «Короленківські читання», яка згодом стала щорічною. За керівництва директорки відбулася низка краєзнавчих заходів, так у 2000 році проведено науково-практичну конференцію «Бібліотечне краєзнавство як складова частина регіональної бібліотечної політики», у 2003 році — наукову конференцію «Регіональні проблеми розвитку українознавства Східної України», у 2002—2004 році — бібліографічні читання та студії пам'яті українських бібліографів І. І. Корнейчика, Ф. П. Максименка та ін., у 2005 році — міжнародний семінар «Бібліотечне краєзнавство: нові технології».
Лілія Незнамова всіляко підтримувала розвиток соціокультурної діяльності бібліотеки, впровадження нових та вдосконалення традиційних форм обслуговування. Під її керівництвом проводилися літературні, краєзнавчі, філософські та духовні читання, круглі столи, читацькі диспути, години духовності, презентації книг, зустрічі з видатними діячами науки і культури, організовувалися книжкові виставки та перегляди літератури.
У 1995 році Л. П. Незнамова як керівниця первинного відділення увійшла до складу Президії Всеукраїнської громадської організації — Української бібліотечної асоціації.
У 2002 та 2005 роках взяла участь у парламентських слуханнях «Українська культура: стан та перспективи» та «Культурна політика в Україні: пріоритети, принципи та шляхи реалізації».
З 2007 року продовжувала працювати в бібліотеці на посаді головної бібліотекарки.
За особистий внесок у розвиток бібліотечної справи України та плідну громадсько-просвітницьку діяльність Лілія Незнамова нагороджена Почесною відзнакою УБА «За відданість бібліотечній справі» (1996), за розвиток міжнародних відносин — муніципальною премією та дипломом Харківського міськвиконкому (1997), почесними грамотами Міністерства культури і туризму України, Харківської обласної ради та обласної державної адміністрації.
У 2000 році їй присвоєне почесне звання «Заслужений працівник культури України».
Є лауреаткою регіональних рейтингів «Харків'янин ХХ століття» (2001) та «Харків'янин року» (2002), її ім'я занесене у «Книгу Слави Землі Слобожанської».
Лілія Незнамова померла 14 липня 2018 року, похована на Харківському міському кладовищі № 17.